# Anjoubus
Le réseau Anjoubus était le réseau de transport interurbain du département de Maine-et-Loire géré par le Conseil départemental de Maine-et-Loire. Cependant, à partir de 2018, la gestion du réseau revient à la région Pays de la Loire. En 2011, il compte un total de 37 lignes principales desservant l'ensemble du département à l'exception des agglomérations urbaines d'Angers, Saumur et Cholet qui possèdent leur propre réseau.
Il est remplacé en 2019 par le réseau régional Aléop, géré par la région Pays de la Loire, qui remplace les réseaux départementaux existants.

## Historique
Le réseau départemental de transport interurbain a été créé en septembre 1981. En 2003, de nouvelles lignes voient le jour afin de renforcer la mobilité interdépartementale. À l'échéance des conventions entre transporteurs et Département, un nouveau réseau voit le jour en 2011 avec de nouvelles lignes à la demande, une hiérarchie des lignes et une nouvelle numérotation. En 2008, la Direction des transports scolaires et de voyageurs du Département de Maine-et-Loire reçoit le label AFAQ. Elle est la seule Direction des transports à être certifiée ISO 9001. Un nouveau schéma de transport a été réalisé en septembre 2011. Le 27 février 2019, le réseau départemental est fusionné avec les autres réseaux départementaux des Pays de la Loire au sein du réseau régional Aléop en conservant les lignes du réseau.

## Organisation et budget
Le réseau comporte 37 lignes réparties en six lots détenus par trois groupements de plusieurs transporteurs. SERI 49 est composée de la Compagnie des Autocars de l'Anjou (C.A.A.) du groupe Véolia transports, les Voyages Cordier et Audouard voyages. Le mandataire les Transports voisin est associé aux sociétés Voyages Michel et Archambault frères, qui font toutes parties du groupe REUNIR (groupement associatif de transporteurs), un sixième lot est détenu par les Voyages Richou.  Le budget transport du Conseil Général est de 30 millions d'euros par an.

## Lignes
Les anciennes lignes Anjoubus qui deviennent le 27 janvier 2019 des lignes Aléop sont référées dans l'article ci-dessous :

## Transport scolaire
Le département de Maine-et-Loire transporte quotidiennement 27 000 scolaires inscrits sur les lignes Anjoubus.

## Identité visuelle
Le flocage représentant les logos sur fond bleu (Logo 1) puis sur fond violet (Logo 2) ont été posés jusqu'en 2019.
Le logo d'Aléop devrait remplacer le logo Anjoubus sur les autocars courant 2019.

Premier logo d'Anjoubus.
Deuxième et dernier logo d'Anjoubus.

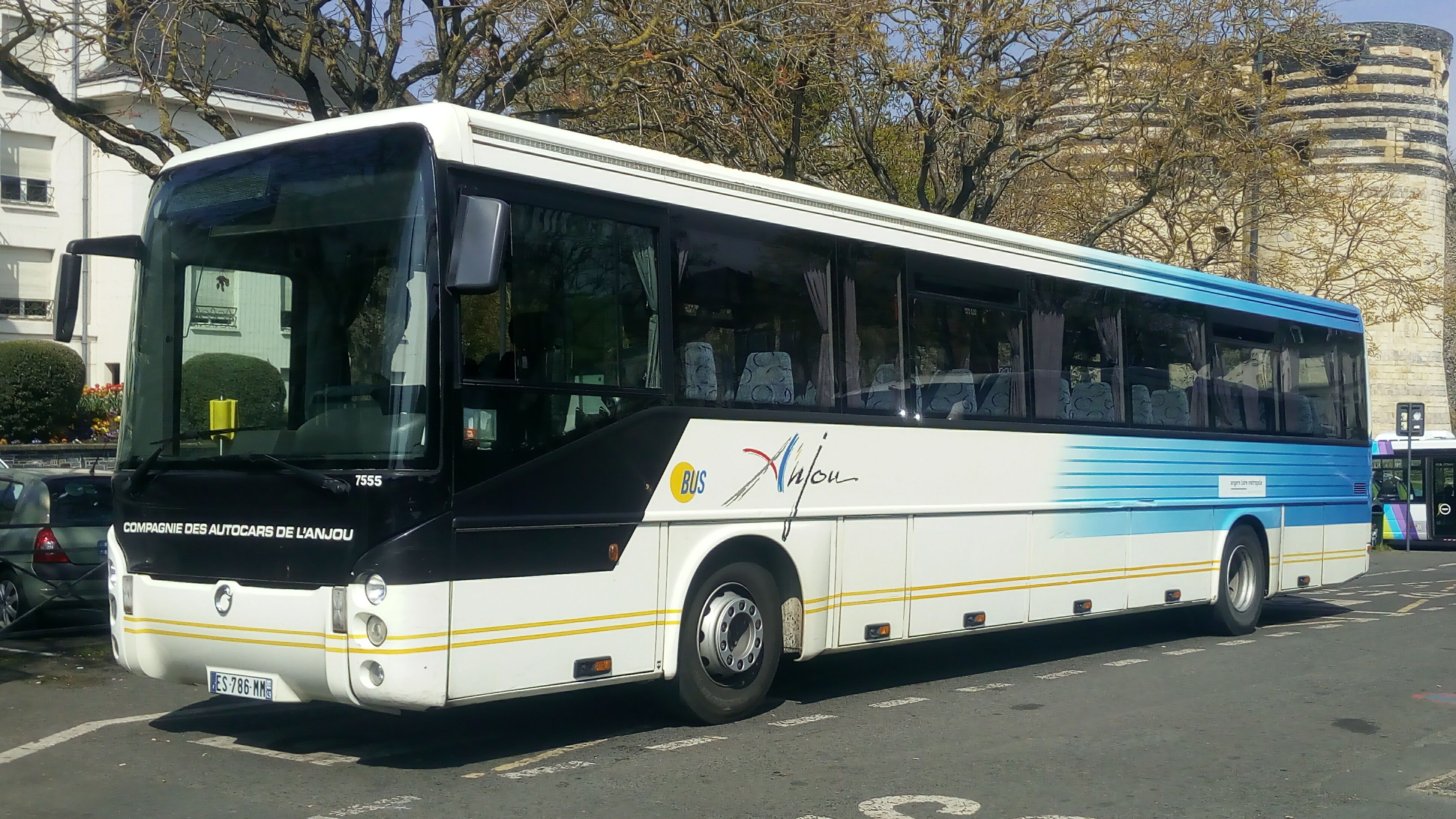
Car avec le premier flocage.